# Antonio Miguel Parra
Antonio Miguel Parra (26 de diciembre de 1982 en Palafrugell, provincia de Gerona) es un deportista español que compite en ciclismo de pista. Su especialidad es la carrera de persecución.
Durante las temporadas 2005 y 2006 corrió como profesional en la modalidad de ruta, enrolado en el equipo de su pueblo natal: el Catalunya-Ángel Mir, que posetiormente pasó a llamarse Massi.
Entre sus principales logros está el ser 1.º en persecución por equipos en el Campeonato de España de ciclismo en pista en la categoría de persecución por equipos en 2006 y 2007. 
Participó en los Juegos Olímpicos de Pekín 2008 en la categoría de persecución por equipos, donde logró diploma olímpico al terminar 7.º, junto a Sergi Escobar, Asier Maeztu y David Muntaner.